# Pennsylvania Avenue
A Pennsylvania Avenue (Pennsylvania Sugárút) egy 35,1 mérföld (56,5 km) hosszú, észak-dél irányban átlósan elhelyezkedő, történelmi jelentőségű sugárút az Amerikai Egyesült Államok fővárosában, Washington D.C.-ben, valamint Maryland állam Prince George’s megyéjében.
A sugárút Washington területén 5,8 mérföld (9,3 km) hosszan fut, ebből az első 1,2 mérföld (1,9 km) bír a legnagyobb jelentőséggel. A főváros szívében, a Fehér Ház területén veszi kezdetét, ez köti össze az elnöki rezidenciát a Capitolium épületével. E két kiemelkedő jelentőségű épületen kívül számos egyéb látnivaló is található a sugárút mentén, többek között a National Gallery of Art, a Nemzeti Levéltár épülete, a Világbank épülete, a Kincstár épülete, a Lafayette Park, a Blair House (az elnök vendégeinek szálláshelye), vagy a J. Edgar Hoover Building, az FBI központja. A fővárosból kilépve a sugárút Maryland állam területén folytatódik mintegy 50 km hosszan.
A sugárút időről időre számos nagyszabású eseménynek, felvonulásnak és nagy létszámú tüntetéseknek is helyet ad. A Fehér Ház és a Capitolium épületei között húzódó szakaszt gyakran emlegetik mint "Amerika főutcája" (America's Main Street). Emellett a főváros területén található szakasz egy része nemzeti emlékhely, és a sugárút része az ún. National Highway Systemnek, az Egyesült Államok legfontosabb főútjait összefogó úthálózatnak is.

## Fordítás
- Ez a szócikk részben vagy egészben  a   Pennsylvania Avenue című angol Wikipédia-szócikk ezen változatának fordításán alapul.  Az eredeti cikk szerkesztőit annak laptörténete sorolja fel. Ez a jelzés csupán a megfogalmazás eredetét és a szerzői jogokat jelzi, nem szolgál a cikkben szereplő információk forrásmegjelöléseként.